# Уага Уага
Уага Уага (на английски: Wagga Wagga) е град в щата Нов Южен Уелс, Австралия. Градът е най-голямото вътрешно селище по площ, както и важен селскостопански, военен и транспортен център на Австралия. Намира се между двата най-големи града в Австралия - Сидни и Мелбърн.